# Jürgen Hilbrecht
Jürgen Hilbrecht (* 21. Dezember 1942 in Berlin-Johannisthal) ist ein deutscher Schauspieler und Regisseur sowie Sänger, Kabarettist und Entertainer, der vor allem als Berliner Volksschauspieler und Interpret volkstümlicher Musik mit „Berliner Schnauze“ bekannt wurde. Seine Paraderolle ist der Hauptmann von Köpenick.

## Leben
Jürgen Hilbrecht absolvierte eine Berufsausbildung zum Elektroinstallateur und betätigte sich als Amateur in künstlerischen Bereichen, wie beim Ballett, Sprecherzirkel, Amateurtheater und Filmzirkel. Ab 1961 studierte er an der heutigen Hochschule für Schauspielkunst „Ernst Busch“ in Ost-Berlin. 1966 hatte Hilbrecht sein erstes Engagement in Leipzig als Schauspieler und übernahm in der Folge auch erste Regiearbeiten. Weitere Stationen waren unter anderem Halle, Greifswald, Frankfurt an der Oder, Brandenburg, der Friedrichstadt-Palast in Berlin und Hannover. Außerdem hatte er mehrere Gastspiele als Schauspieler und Regisseur sowie Film- und Fernseharbeiten und war als Synchronsprecher tätig.
Zu seinem Repertoire gehören unter anderem die Rollen des Faust und Mephisto in Goethes Faust, Theobald Maske in Carl Sternheims Die Hose, Hauptmann von Köpenick in Carl Zuckmayers Tragikomödie Der Hauptmann von Köpenick und Truffaldino in Carlo Goldonis Der Diener zweier Herren. In der Sparte Musiktheater trat er in Stücken wie der Operette Der Vogelhändler, dem Singspiel Im weißen Rößl und dem Musical My Fair Lady auf.
1976 verpflichtete er sich als inoffizieller Mitarbeiter bei der Kreisdienststelle des Ministeriums für Staatssicherheit in Brandenburg zur Mitarbeit. Er denunzierte u. a. die Schauspieler Achim Wolff und Renate Krößner sowie den Regisseur Herbert König. Öffentlich bekannt wurde das allerdings erst Anfang Juli 2020, nachdem Berliner Boulevardzeitungen über die geheimdienstlichen Verstrickungen von Hilbrecht berichtet hatten.
Jürgen Hilbrecht lebt in Berlin-Köpenick.

### Wiederbelebung desStadttheaters Cöpenick
Nach der Wende in der DDR und der deutschen Wiedervereinigung engagierte Hilbrecht sich von 1991 bis 1995 im Rahmen einer AB-Maßnahme für eine Wiederbelebung des Stadttheaters Cöpenick. Er baute in dem Berliner Ortsteil Köpenick, der durch die Tat des Schusters Wilhelm Voigt, dem Hauptmann von Köpenick in der damaligen Stadt Cöpenick (bei Berlin) weltbekannt wurde, ein Ensemble auf, das die Tradition des berlinischen Volkstheaters pflegen sollte. Die Eröffnung erfolgte im April 1992 mit der Aufführung von Humoresken unter dem Titel Wat braucht der Berliner im Festsaal des Köpenicker Rathauses; die erste programmatische Theaterinszenierung war 1993 Der Hinterbänkler in der Regie von Rainer Gohde.
Auf dem Programm standen unter anderem „Altberliner Humoresken“, mehrere Kindermärchen, Reutter-Abende mit Hilbrecht sowie komödiantische Auftritte von Hans-Joachim Preil. Das Projekt scheiterte vor allem aus finanziellen Gründen; eine Wiederaufnahme des regulären Spielbetriebs erfolgte im September 1994 in der Kunstfabrik Köpenick, die das Ensemble bis 2017 übernahm. Seit 2018 ist der Träger das Stadttheater Köpenick e. V. im Hauptmannsklub 103,5. 

### Paraderolle alsDer Hauptmann von Köpenick

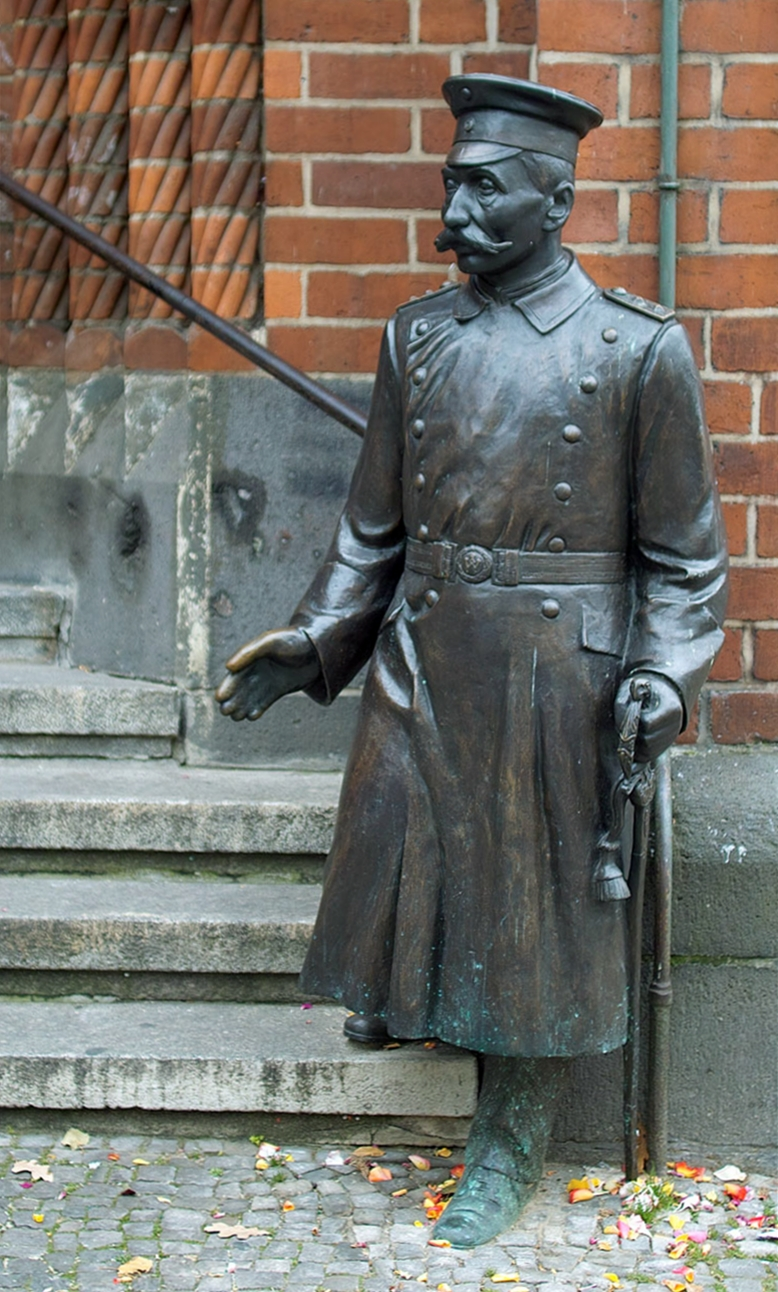
Bronzestatue des Hauptmanns von Köpenick vor dem Rathaus Köpenick

Hilbrecht orientierte sich seit 1995 neu und befasste sich mit Kleinkunst sowie mit Animateur- und Entertainer-Tätigkeiten. Er entwickelte Unterhaltungsprogramme, die sich mit der Geschichte Berlins und Köpenicks sowie mit der Figur des Hauptmanns von Köpenick und dessen Köpenickiade auseinandersetzen.
Er verkörperte die Rolle des „charmanten Schlitzohrs“ (Hilbrecht) am historischen „Tatort“ in Berlin-Köpenick und brachte die weltweit bekannte Geschichte des Schusters Wilhelm Voigt Touristen und geschichtlich Interessierten mit viel persönlichem Engagement näher. Hilbrecht gab seitdem mit „Berliner Schmiss & Charme“ als Hauptmann von Köpenick teils über 290 Veranstaltungen im Jahr, übernahm Repräsentationsaufgaben und trat unter anderem in der Rolle als „Idenfikationsfigur“ für Berlin-Köpenick bei Messen der Tourismuswirtschaft auf.
Für die Figur entwickelte er mehrere Kabarettprogramme, wie 2004 Ein (Haupt)–mann für alle Fälle, oder Willi im Wunderland sowie 2005 Rührt Euch! unter Verwendung von Texten von Otto Reutter und Klaus Dannegger (u. a. Hausautor des Kabaretts Leipziger Pfeffermühle). Ständiger Aufführungsort ab 1995 war die Bühne des Ratskellers Köpenick im Rathaus Köpenick.
Eines Abends sahen ihn die bekannten Fernsehautoren Felix Huby und Hans Münch und waren so sehr von ihm angetan, dass sie ihm zum 100. Jubiläum der Köpenickiade im Jahr 2006 ein neues Theaterstück über das Leben des Schuhmachers Wilhelm Voigt auf den Leib schrieben.
Dem Stück mit dem Titel "Das Schlitzohr von Cöpenick – Schuster, Hauptmann, Vagabund" gingen umfangreiche historische Forschungen voraus und eine Reihe von bislang wenig oder nicht bekannten Details und Episoden aus dem „wirklichen“ Leben der Hauptfigur flossen in seine Handlung ein. Das „Kabinettstück für einen Schauspieler mit 15 Rollen“ hatte im Oktober 2006 Premiere; Regie führte Rainer Gohde. Aufführungsort war anfangs der Theaterraum des Hotels Courtyard by Marriott in Berlin-Köpenick, weitere Aufführungen erfolgten und erfolgen auf der Bühne im Ratskeller Köpenick sowie im Alten Ballsaal in Berlin-Friedrichshagen.
„Seither ist der ‚Hauptmann von Cöpenick‘ Hilbrechts Paraderolle“ (Berliner Morgenpost).
Seit 2019 ist Jürgen Hilbrecht mit seinen historischen Rollen im Stadttheater Köpenick, im Hauptmannsklub in der Wendenschloßstraße 103-105 vorwiegend schauspielerisch tätig.

### Kleinkunst- und Kabarettprogramme
Neben seiner „Paraderolle“ als Hauptmannsdarsteller, die er oft bei seinen sonstigen Auftritten „zitiert“, entwickelte Hilbrecht ab 1995 mehrere Kleinkunst- und Kabarettprogramme. So kam zu seinem Reutter-Abend Nehm’n Sie ’n Alten von 1994 im Jahr 2000 der Kabarettabend Ein Mann für alle Fälle mit Texten von Klaus Dannegger hinzu, und im November 2008 Kabarettistisches von Reutter und Dannegger mit dem „zeitaktuellen“ Titel Geld regiert die Welt.
Im Oktober 2008 hatte er einen Auftritt in der Berlinrevue von Mark Scheibe im Berliner Admiralspalast, wo „eher auf elektronische Sounds gepolte Zwanzig- bis Vierzigjährige dem urigen Sänger mit seinen Couplets von Otto Reutter plötzlich zu Füßen lagen“ (Berliner Morgenpost) und „der Saal tobte“ (Der Tagesspiegel).
Seit Anfang 2009 tritt Hilbrecht im Admiralspalast in Berlin-Mitte mit einer eigenen Gesangsshow mit Berliner Liedern und Geschichten auf, wobei er unter anderem Chansons von Paul Lincke und Lieder von Otto Reutter singt, dazu Geschichten erzählt sowie aus dem vergangenen Berlin der Jahrhundertwende und dem der Jahre zwischen den Kriegen berichtet. Zu seiner monatlichen Showreihe mit dem Titel Das ist die Berliner Luft! lädt er Gäste und „Berliner Originale“ ein.

## Diskografie (Auswahl)
- Neue Köpenicker Lieder,
- Nehm’ Sie ’n Alten. Lieder von Otto Reutter, Album, CD, J. Silver/Bellaphon, Berlin 1998.